# Мишлятичі
Мишля́тичі — село в Україні, у Яворівському районі Львівської області. Розташоване за 10 км від райцентру, що є для Мишлятичів найближчою залізничною станцією. Через село проходить шосе Львів—Нижанковичі. Населення становить 625 осіб. Орган місцевого самоврядування - Шегинівська сільська рада.

## Історія
Перша згадка про село відноситься до 1442 року. У роки визвольної війни українського народу під проводом Богдана Хмельницького в Мишлятичах у 1648 році перебував козацький загін. Під Жовтневого перевороту сільська біднота у 1917—1918 рр., виступивши проти поміщика, почала ділити його землеволодіння. Австрійські власті жорстко розправилися з учасниками цього виступу.

## Населення
Станом на 1959 рік 685 осіб.
Станом на 2001 рік 625 осіб.

## Інфраструктура
За радянських часів у селі розташовувався колгосп ім. Кірова, який мав 2200 га земельних угідь, з них орної землі 1704 га, із допоміжних господарств — млин, пилораму, ремонтну майстерню. Основний виробничий напрям — вирощування цукрових буряків, льону.
У селі є дев'ятирічна школа, клуб, бібліотека.

## Духовне життя
У селі є церква Чуда Архистратига Михаїла в Хонех. Належить парафії ПЦУ.